# Liste des œuvres d'art d'Aix-en-Provence
Cet article recense les œuvres d'art dans l'espace public à Aix-en-Provence, en France.

## Liste

### Sculptures
| Œuvre                           | Auteur                                    | Localisation                       | Notes                                                                                                   | Installation | Coordonnées                      | Illustration                    |
| ------------------------------- | ----------------------------------------- | ---------------------------------- | --- | ------------ | -------------------------------- | ------------------------------- |
| Arts et Sciences                | François Truphème                         | Cours Mirabeau                     | | 1893         | 43° 31′ 35″ nord, 5° 26′ 46″ est | Arts et Sciences                |
| Paul Cézanne                    | Gabriël Sterk                             | Place de la Rotonde                | | ?            | 43° 31′ 34″ nord, 5° 26′ 42″ est | Paul Cézanne                    |
| Nicolas-Claude Fabri de Peiresc | Joseph Marius Ramus                       | Place de l'Université              | Buste                                                                                                   | ?            | 43° 31′ 53″ nord, 5° 26′ 49″ est | Nicolas-Claude Fabri de Peiresc |
| L'Hiver                         | ?                                         | Parc Jourdan                       | | ?            | 43° 31′ 12″ nord, 5° 26′ 58″ est | Image manquante                 |
| Industries et Arts décoratifs   | François Truphème                         | Cours Mirabeau                     | | ?            | 43° 31′ 35″ nord, 5° 26′ 45″ est | Industries et Arts décoratifs   |
| Victor Leydet                   | Auguste Carli                             | Place Jeanne-d'Arc                 | Buste en bronze fondu pendant la Seconde Guerre mondiale, remplacé par la suite par une copie en plâtre | 1910         | 43° 31′ 36″ nord, 5° 26′ 42″ est | Image manquante                 |
| Frédéric Mistral                | Louis Botinelly                           | Parc Jourdan                       | Buste                                                                                                   | ?            | 43° 31′ 14″ nord, 5° 26′ 54″ est | Image manquante                 |
| Jean-Étienne-Marie Portalis     | Joseph Marius Ramus                       | Place de Verdun                    | | ?            | 43° 31′ 43″ nord, 5° 27′ 03″ est | Jean-Étienne-Marie Portalis     |
| Monument au roi René            | Pierre-Jean David d'Angers                | Cours Mirabeau                     | | 1823         | 43° 31′ 38″ nord, 5° 27′ 04″ est | Monument au roi René            |
| Monument de Joseph Sec          | Joseph Sec, Barthélémy-François Chardigny | 8 avenue Pasteur                   | Classé MH (1969)                                                                                        | 1792         | 43° 31′ 59″ nord, 5° 26′ 46″ est | Monument de Joseph Sec          |
| Signal en V                     | Victor Vasarely                           | A8 / A51 (bord de route, jonction) | | ?            | 43° 31′ 05″ nord, 5° 25′ 45″ est | Image manquante                 |
| Joseph Jérôme Siméon            | Joseph Marius Ramus                       | Place de Verdun                    | | ?            | 43° 31′ 42″ nord, 5° 27′ 03″ est | Joseph Jérôme Siméon            |
| Adolphe Thiers                  | Auguste Clésinger                         | ENSAM (cour d'honneur)             | | 1879         | 43° 31′ 48″ nord, 5° 27′ 18″ est | Image manquante                 |
| Émile Zola                      | Philippe Solari                           | Parc Jourdan                       | Buste                                                                                                   | 1906         | 43° 31′ 15″ nord, 5° 26′ 58″ est | Image manquante                 |

### Fontaines
| Œuvre                                                     | Auteur                                                                                                | Localisation                                             | Notes                                                                                              | Installation | Coordonnées                      | Illustration                  |
| --------------------------------------------------------- | --- | -------------------------------------------------------- | -------------------------------------------------------------------------------------------------- | ------------ | -------------------------------- | ----------------------------- |
| Fontaine d'Albertas                                       | Élèves de l'ENSAM                                                                                     | Place d'Albertas                                         | | 1912         | 43° 31′ 40″ nord, 5° 26′ 56″ est | Fontaine Albertas             |
| Fontaine des Cardeurs (ou fontaine Amado)                 | Jean Amado                                                                                            | Forum des Cardeurs                                       | Bouche d'aération du parking souterrain des Cardeurs                                               | 1977         | 43° 31′ 48″ nord, 5° 26′ 50″ est | Fontaine Amado                |
| Fontaine des Augustins                                    | ? | Place des Augustins                                      | Construite en 1620, totalement reconstruite en 1820 ; Inscrit MH (1949)                            | 1820         | 43° 31′ 37″ nord, 5° 26′ 47″ est | Fontaine des Augustins        |
| Fontaine des Bagniers                                     | ? | Place des Bagniers                                       | Inscrit MH (1949)                                                                                  | ?            | 43° 31′ 43″ nord, 5° 26′ 57″ est | Fontaine des Bagniers         |
| Fontaine Bellegarde                                       | Hippolyte Ferrat                                                                                      | Place Bellegarde                                         | Comporte une colonne surmontée d'un buste de François Marius Granet                                |              | 43° 31′ 56″ nord, 5° 27′ 03″ est | Fontaine Bellegarde           |
| Fontaine des Deux-Canons                                  | | Rue Boulegon                                             | | 1532         | 43° 31′ 53″ nord, 5° 27′ 03″ est | Fontaine des Deux-Canons      |
| Fontaine d'eau chaude (ou fontaine moussue)               | Jean-Claude Rambot                                                                                    | Cours Mirabeau                                           | | 1668         | 43° 31′ 37″ nord, 5° 27′ 00″ est | Fontaine d'eau chaude         |
| Fontaine de l'Éphèbe                                      | | Cours Marcel-Bremond, Les Milles                         | |              | 43° 30′ 13″ nord, 5° 23′ 15″ est | Image manquante               |
| Fontaine d'Espéluque (ou fontaine Marcel Provence)        | | Place des Martyrs-de-la-Résistance                       | | 1618         | 43° 31′ 53″ nord, 5° 26′ 50″ est | Fontaine d'Espéluque          |
| Fontaine des Fontètes                                     | | Place des Fontètes                                       | | 1858         | 43° 31′ 48″ nord, 5° 26′ 43″ est | Fontaine des Fontêtes         |
| Fontaine Gilly                                            | | Place Séraphin-Gilly                                     | | 1988         | 43° 31′ 39″ nord, 5° 26′ 47″ est | Fontaine Gilly                |
| Fontaine de l'hôtel de Valori (ou de la banque de France) | | Place des Quatre-Dauphins                                | Inscrit MH (1929)                                                                                  |              | 43° 31′ 31″ nord, 5° 27′ 01″ est | Fontaine de l'hôtel de Valori |
| Fontaine de l'Hôtel de ville                              | Georges Vallon                                                                                        | Place de l'Hôtel-de-Ville                                | Classé MH (1905)                                                                                   | 1755         | 43° 31′ 47″ nord, 5° 26′ 52″ est | Fontaine de l'Hôtel de ville  |
| Fontaine Jousé d'Arbaud                                   | | Place de Verdun                                          | |              | 43° 31′ 41″ nord, 5° 27′ 03″ est | Image manquante               |
| Fontaine des Lumières                                     | Chantal Tronquit                                                                                      | Rue Monclar                                              | | 1998         | 43° 31′ 44″ nord, 5° 26′ 57″ est | Image manquante               |
| Fontaine Saint-Jean-de-Malte                              | Georges Vallon                                                                                        | Place Saint-Jean-de-Malte                                | | 1759         | 43° 31′ 32″ nord, 5° 27′ 09″ est | Fontaine Saint-Jean-de-Malte  |
| Le Manège                                                 | Jean Amado                                                                                            | Traverse du Cirque                                       | |              | 43° 31′ 29″ nord, 5° 26′ 32″ est | Image manquante               |
| Fontaine Marcello Drutel                                  | | Place Saint-Honoré                                       | |              | 43° 31′ 41″ nord, 5° 26′ 58″ est | Fontaine Marcello Drutel      |
| Fontaine des Minimes                                      | | Cours des Minimes, avenue Maréchal-de-Lattre-de-Tassigny | |              | 43° 31′ 45″ nord, 5° 26′ 20″ est | Image manquante               |
| Fontaine Miollis                                          | | Place Miollis                                            | |              | 43° 31′ 39″ nord, 5° 27′ 18″ est | Fontaine Miollis              |
| Fontaine de la Mule-Noire                                 | | Rue de la Mule-Noire                                     | Inscrit MH (1949)                                                                                  |              | 43° 31′ 39″ nord, 5° 27′ 12″ est | Fontaine de la Mule-Noire     |
| Fontaine des Neuf-Canons                                  | Laurent Vallon                                                                                        | Cours Mirabeau                                           | Inscrit MH (1929)                                                                                  | 1651         | 43° 31′ 36″ nord, 5° 26′ 55″ est | Fontaine des Neuf-Canons      |
| Fontaine Pascal (ou fontaine du Cours Sextius)            | | Cours Sextius                                            | Fontaine existant à cet emplacement depuis 1713, monument actuel érigé en 1922 ; Inscrit MH (1929) | 1922         | 43° 31′ 46″ nord, 5° 26′ 38″ est | Fontaine Pascal               |
| Fontaine des Prêcheurs                                    | Jean-Pancrace Chastel                                                                                 | Place des Prêcheurs                                      | Classé MH (1905)                                                                                   | 1758         | 43° 31′ 45″ nord, 5° 27′ 04″ est | Fontaine des Prêcheurs        |
| Fontaine des Quatre-Dauphins                              | | Place des Quatre-Dauphins                                | Classé MH (1905)                                                                                   |              | 43° 31′ 31″ nord, 5° 27′ 01″ est | Fontaine des Quatre-Dauphins  |
| Fontaine de la Rotonde                                    | Théophile de Tournadre, François Truphème, Joseph Marius Ramus, Louis-Félix Chabaud, Hippolyte Ferrat | Place de la Rotonde                                      | | 1860         | 43° 31′ 35″ nord, 5° 26′ 44″ est | Fontaine de la Rotonde        |
| Fontaine Saint Louis                                      | Louis-Félix Chabaud                                                                                   | Cours des Arts-et-Métiers, cours Saint-Louis             | |              | 43° 31′ 47″ nord, 5° 27′ 13″ est | Fontaine Saint Louis          |
| Fontaine du Sanglier                                      | Pietro Tacca (d'après)                                                                                | Place Richelme                                           | Copie de la sculpture                                                                              |              | 43° 31′ 44″ nord, 5° 26′ 54″ est | Fontaine du Sanglier          |
| Fontaine des Tanneurs                                     | | Rue des Tanneurs                                         | Inscrit MH (1949)                                                                                  |              | 43° 31′ 41″ nord, 5° 26′ 46″ est | Fontaine des Tanneurs         |
| Fontaine des Trois Ormeaux                                | ? | Place des Trois-Ormeaux                                  | | 1632         | 43° 31′ 48″ nord, 5° 27′ 00″ est | Fontaine des Trois Ormeaux    |
| Fontaine Villeverte                                       | ? | Place Paul-Ferréol                                       | | ?            | 43° 31′ 39″ nord, 5° 26′ 37″ est | Fontaine Villeverte           |

### Monuments aux morts
| Œuvre                                                 | Auteur          | Localisation           | Notes | Installation | Coordonnées                      | Illustration    |
| ----------------------------------------------------- | --------------- | ---------------------- | ----- | ------------ | -------------------------------- | --------------- |
| Monuments aux morts d'Afrique du Nord                 | ?               | Cimetière Saint-Pierre |       | ?            | à géolocaliser                   | Image manquante |
| Monument aux morts                                    | Jean Lamore     | Place Jeanne-d'Arc     |       | 2013         | 43° 31′ 36″ nord, 5° 26′ 41″ est | Image manquante |
| Monument au génocide arménien                         | Rast-Klan Toros | Place d'Arménie        |       |              | 43° 31′ 31″ nord, 5° 27′ 14″ est | Image manquante |
| Monument aux morts de Luynes                          | ?               | Cimetière de Luynes    |       | ?            | à géolocaliser                   | Image manquante |
| Monument aux morts des Milles                         | ?               | Les Milles             |       | ?            | à géolocaliser                   | Image manquante |
| Monument aux morts de Puyricard                       | Marius Malan    | Puyricard              |       | ?            | 43° 34′ 57″ nord, 5° 25′ 15″ est | Image manquante |
| Monument de la Résistance                             | ?               | Cimetière Saint-Pierre |       | ?            | à géolocaliser                   | Image manquante |
| Monument aux soldats indochinois morts pour la France | ?               | Cimetière Saint-Pierre |       | ?            | à géolocaliser                   | Image manquante |
| Monument du souvenir français                         | ?               | Cimetière Saint-Pierre |       | ?            | à géolocaliser                   | Image manquante |
| Monument aux morts                                    | Marius Malan    | Cimetière Saint-Pierre |       | ?            | à géolocaliser                   | Image manquante |